# Joc de festa

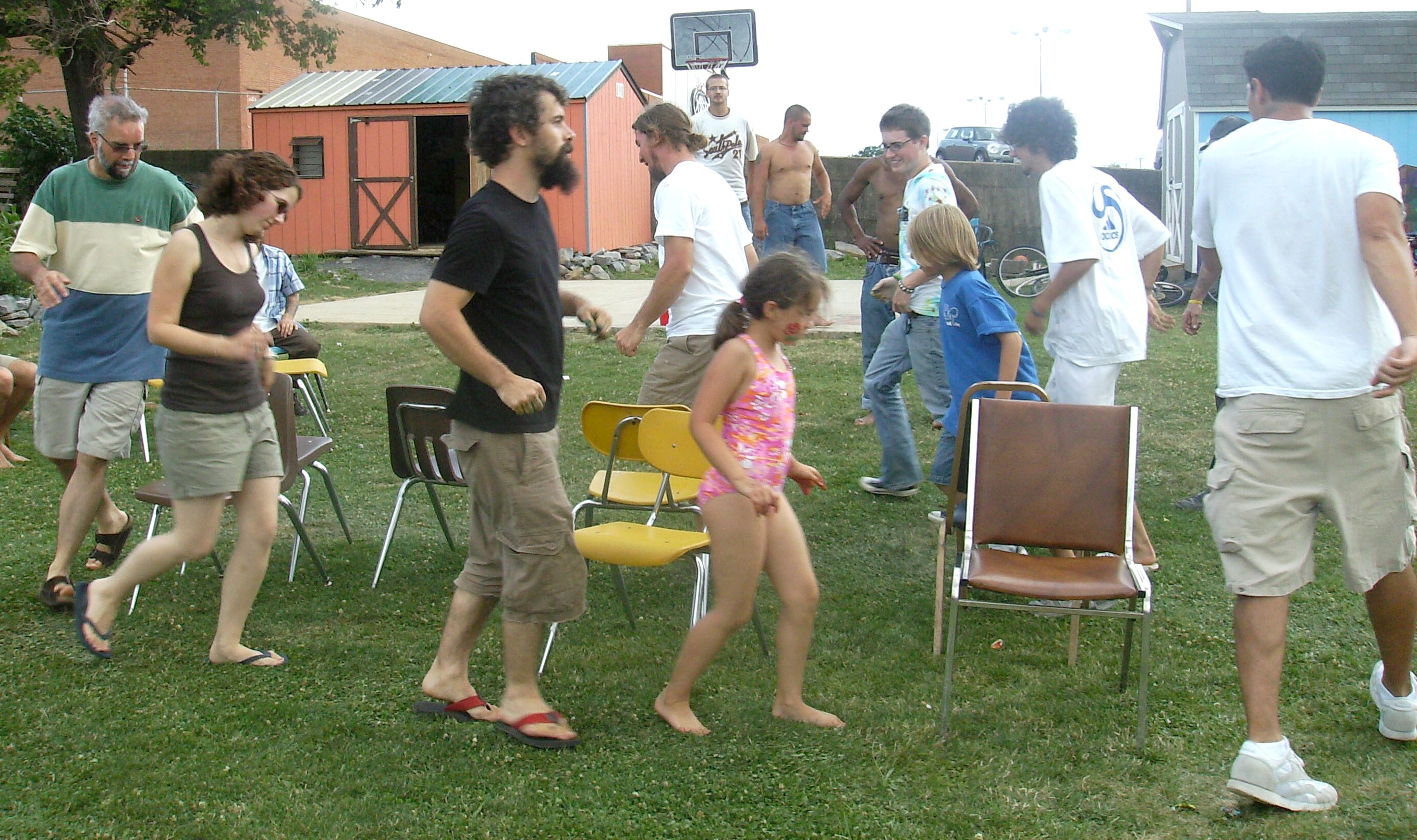
Joc de les cadires

Els jocs de festa, altrament conegut com a joc de socialització, són un tipus de jocs pensats per ser jugats en equips com a part d'una festa, basat en interaccions ràpides i breus que tenen un costat competitiu o còmic. Aquests tenen el seu equivalent en la informàtica i són anomenats videojocs de festa; poden basar-se en jocs de taula populars o creats específicament per a consola. Els diferents jocs generen sovint una atmosfera diferent de manera que el joc de taula pot servir per a trencar el gel (destensar l'ambient) o per a donar forma a una festa. Com a tal, els jocs de festa tenen per objectiu barrejar jugadors d'habilitat variada i rarament són eliminatoris. Els jocs estan pensats per ser jugats socialment i estan dissenyats perquè siguin fàcils d'aprendre per als nous jugadors.
Els videojocs de festa més populars són:
- SingStar, versió del karaoke
- Buzz!, joc de preguntes
- Guitar Hero, on es tracta de seguir cançons amb una guitarra
- Mario Party, conjunt de minijocs